# Peter Kyros
Peter Nicholas Kyros (11 de Julho de 1925 – 10 de Julho de 2012) foi um Representante dos EUA de Maine.
Nasceu em Portland, Maine por imigrantes Gregos, Kyros frequentou escolas públicas em Portland, Maine e no Instituto de Tecnologia de Massachusetts. Graduou-se na Academia Naval dos Estados Unidos em 1947. Graduou-se na Harvard Law School em 1957. Serviu na Marinha dos Estados Unidos de 1944 até 1953 e foi dispensado com a patente de tenente. Foi aceito na Ordem em 1957 e começou a exercer em Portland, Maine. Atuou de 1957 a 1959 como conselheiro à Comissão de Serviços Públicos de Maine, em Augusta.
Kyros foi eleito como Democrata ao Nonagésimo e aos três Congressos seguintes (3 de Janeiro de 1967 – 3 de Janeiro de 1975). Foi um candidato que não conseguiu a reeleição em 1974 ao Nonagésimo-quarto Congresso, perdendo por pouco para o candidato Republicano David F. Emery, e tentou, sem sucesso, recuperar o cargo em 1976. Atuou no Departamento de Estado dos Estados Unidos de 1980 até 1982.
Kyros voltou a exercer advocacia em Washington, D.C., fazendo pressão para várias empresas atuantes na Colina do Capitólio, defendendo a pesquisa científica e médica.
Kyros morreu no dia 10 de Julho de 2012.